# Кокбастау (Коксуський район)
Кокбаста́у (каз. Көкбастау) — село у складі Коксуського району Жетисуської області Казахстану. Входить до складу Кабиліського сільського округу.
У радянські часи село було частиною села Актекче.
Населення — 466 осіб (2021; 348 у 2009, 800 у 1999, 640 у 1989).